# Vrydagzynea obliqua
Vrydagzynea obliqua är en orkidéart som beskrevs av Rudolf Schlechter. Vrydagzynea obliqua ingår i släktet Vrydagzynea och familjen orkidéer.
Artens utbredningsområde är Sulawesi. Inga underarter finns listade i Catalogue of Life.